# Бенџамин Дансо
Бенџамин Дансо (9. јануар 1984) професионални је немачки рагбиста и репрезентативац, који тренутно игра за Хајделберг. За репрезентацију Немачке дебитовао је 2006, у тест мечу против Швајцарске. Са Хајделбергом је 4 пута освајао титулу првака Немачке и 2 пута национални куп.